# 김무스
김무스(Kim Mousse, 1963년~)는 대한민국의 영화배우이자 가수이다. 본명은 김소철이다.

## 약력
1963년 충청남도 당진군(현 당진시) 고대면 용두리에서 태어나 1982년 호서고등학교를 졸업하고 인천에 정착, 극장식 회관인 '국일관'의 그룹사운드 '탑코리안스'에서 학교 밴드부 시절의 경력을 살려 트롬본 주자 겸 보컬로 활동하였다. 1991년 우연히 영화배우 이대근에게 발탁되어 영화 《복카치오 91》로  배우로 데뷔, 특유의 모자챙 모양의 헤어스타일을 처음 선보였고, 《복카치오 92》, 《사랑받는 여자》 등 11편의 작품에 출연하며 에로영화 배우로 활동하였다. 1996년 가수 데뷔를 위해 첫 앨범을 준비하였으나 무산되고 2002년에 신나라뮤직을 통해 트로트 싱글앨범 《Young Lady》를 발표하면서 비로소 가수로 데뷔, 타이틀곡 《인천아가씨》를 히트시켰다. 가수 활동 이외에도 배우 데뷔 당시부터 자신의 과거 고생했던 경험이 토대가 되어 '천사봉사단'을 조직하고 주로 사회복지 기관을 찾아다니며 위문공연 및 위문품, 성금 전달 등의 활동을 하고 있으며, 현재는 인천광역시 미추홀구 주안동에서 거주하면서 '사랑과 봉사회' 부회장, '인천 청소년 문화사업단' 위원, 법무부 인천지검 범죄예방위원, 인천 연예협회 가수분과 상임위원 등 15개 단체에서 적극적으로 활동하고 있다.

## 학력
- 고대초등학교
- 당진중학교
- 호서고등학교

## 앨범
- 2007년 아가씨

## 출연 작품

### 영화
- 1996년 황홀한 첫경험
- 1993년 물랭 루즈
- 1991년 겨울애마 봄
- 1991년 복카치오 91